# Henrik Nilsson
Henrik Nilsson (Nyköping, 15 febbraio 1976) è un canoista svedese.
Ha vinto un argento alle Olimpiadi di Sydney 2000 e un oro ad Atene 2004 nel K2 1000 m in coppia con Markus Oscarsson.

## Palmarès
- Olimpiadi

Sydney 2000: argento nel K2 1000 m.
Atene 2004: oro nel K2 1000 m.
- Mondiali

1997: bronzo nel K2 200 m e K4 500 m.
2001: bronzo nel K2 500 m.
2002: oro nel K2 1000 m.
2003: oro nel K2 1000 m.
2011 - Seghedino: argento nel K2 1000 m.
- Campionati europei di canoa/kayak sprint

Seghedino 2002: oro nel K2 1000m e bronzo nel K2 500m.